# Frank Wallace
Frank Wallace, eredeti nevén Frank Valicenti (St. Louis, 1922. július 15. – 1979. november 13.) amerikai labdarúgó, csatár.

## Karrierje
A St. Louisi születésű Wallace eredetileg Valicenti vezetéknévvel született, azonban gyerekkorában szülei nevet változtattak. Wallace helyi csapatokban kezdett el futballozni, azonban a második világháború idején tizenhat hónapra német hadifogságba esett. Hazatérése után ismét St. Louisban kezdett játszani, sorrendben a Rafteryben, a Steamfittersben (itt a bajnokság harmadik legeredményesebb gólszerzője is volt) és a St. Louis Simpkins-Fordban.
Részt vett az 1950-es vb-n, ahol egy emlékezetes meccsen 1–0-s győzelmet arattak az angolok felett. Erről később film is készült. Csapattársaival együtt Wallace is bekerült az amerikai labdarúgó-hírességek csarnokába 1976-ban.